# 水瀬千尋
水瀬 千尋（みなせ ちひろ、1987年9月30日 - ）は、日本プロ麻雀協会に所属する女流プロ雀士。京都府出身。

## 略歴
- 2011年、日本プロ麻雀協会に第10期生として入会[2]。
- 2012年、関西所属の女流プロ雀士による短期決戦「関西女流スプリント」で優勝、初代女王になる[3]。
- 2013年、第7期夕刊フジ杯麻雀女王決定戦、個人戦で優勝[4]。

・第11回女流モンド杯に出場。
- 2014年、第1回女流モンドチャレンジマッチB卓優勝し第12回女流モンド杯出場。
- 2015年12月、女流プロ雀士によるアイドルグループ「More」のメンバーになる[5]。

・Aリーグにストレート昇級。
・夕刊フジ杯麻雀女王決定戦個人戦準優勝。
- 2016年近代麻雀6/1号にて巻頭で特集ページを組まれる。
- 2017年7月、第9回μレディースオープン優勝[6]。

・夕刊フジ杯麻雀女王決定戦団体戦準優勝。
・麻雀最強戦女流プレミアトーナメント・流派抗争勃発に出場。
・シンデレラリーグに出場。
2018年、第17期女流雀王戦準優勝。
・麻雀最強戦女流プレミアトーナメント・女達の秘技に出場。
・プリンセスリーグに出場。
・珠玉戦に出場
・RTDガールズファイト3に出場。
2019年
・四神降臨戦に出場。
・マルタ共和国に語学留学のため移住。
・11月11日にSEA株式会社を設立。
2020年
・プリンセスリーグ2020に出場。
・YouTubeにてリモトーークに出演。
・12月、Moreが解散になる。
2021年
・４月、リーグ戦復帰を表明
・5月2日、第12回μレディースオープン出場し準優勝
・夕刊フジ杯麻雀女王決定戦2022に麻雀PONチームにて出場。
・第１９期プロクイーン戦に出場。ベスト８進出。

## 人物
- 妹・水瀬夏海も同じ日本プロ麻雀協会のプロ雀士（12期生）であり[9]、非常に仲が良い。
  - 個人での活動の他、雀荘ゲストやイベント出演など「水瀬姉妹」あるいは「シスターズ」として二人で活動をすることも多い[10]。
- 雀風はリーチ重視の攻撃型。
- 趣味は海外旅行、好きな食べ物は肉[11]。

・健康麻将協会レッスンプロの資格を持つ。
・海外留学後も団体に籍は残っており、引退はしていない。
・スリーサイズは非公表だがFカップある。

## 獲得タイトル
- 第1回関西女流スプリント優勝[1][2]
- 第7期夕刊フジ杯麻雀女王決定戦 個人戦優勝[1][2]
- 第9回μレディースオープン優勝[1][2]